# St. Ottilia (Tschengls)

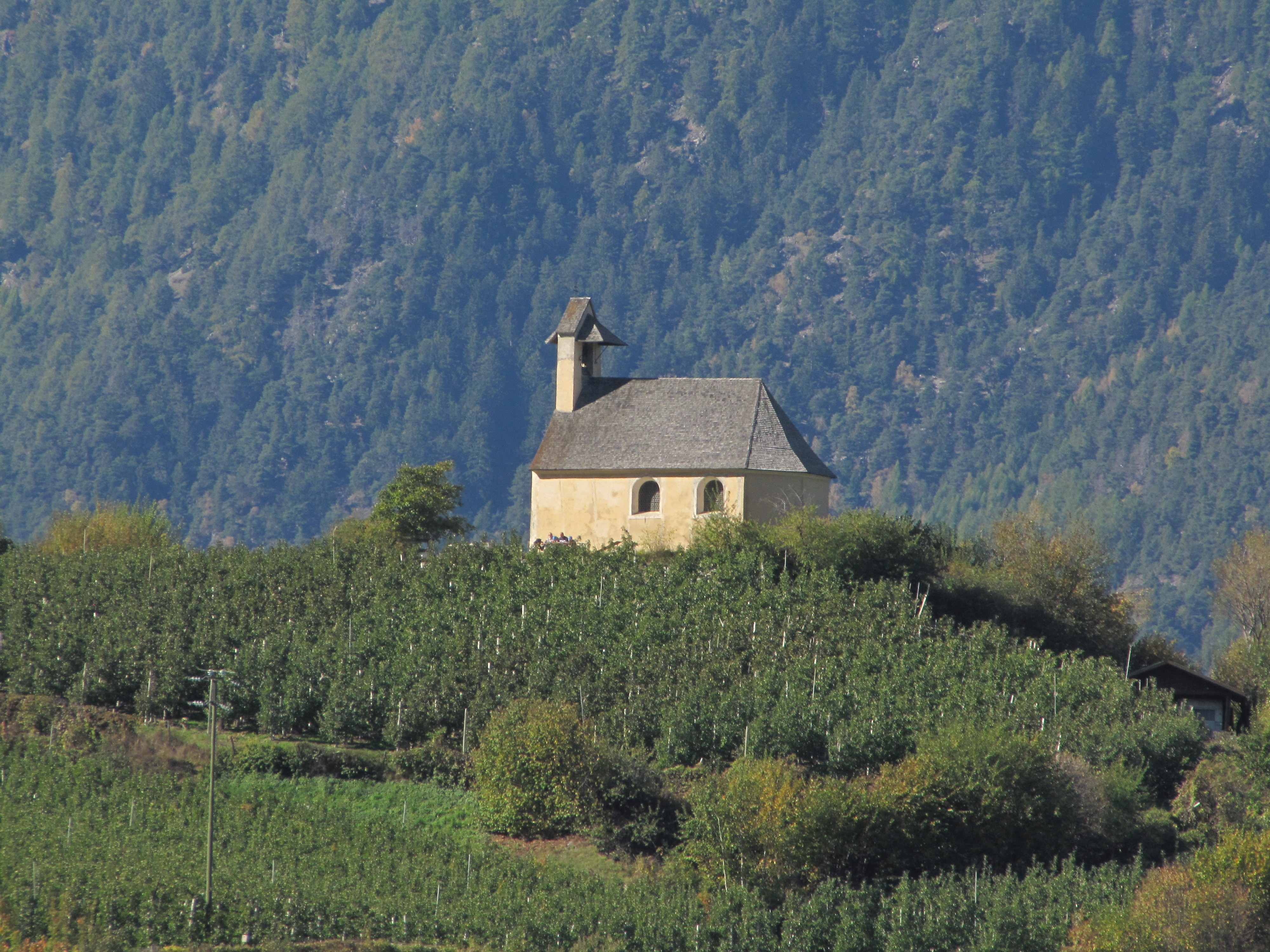
St. Ottilia

St. Ottilia ist eine kleine Kirche im Alten Feld westlich der Fraktion Tschengls, die wiederum zur Gemeinde Laas im Vinschgau in Südtirol gehört.

## Geschichte
Der Hügel auf dem die Kirche steht, war bereits eventuell früher bebaut, was aber bisher nur vermutet und nicht nachgewiesen werden konnte. Es soll sich wohl an dieser Stelle bereits eine kleine frühgotische Kirche befunden haben, das „schmale Fenster gehabt haben soll“. Bei Grabungen des Denkmalamtes wurden allerdings bisher keine frühere Gebäudespuren gefunden. Es konnte jedoch ein Brandopferplatz der jüngeren Eisenzeit (um 400 v. Chr.) festgestellt werden.
Die heutige kleine Kirche wurde im Jahre 1681 auf einem flachen Hügel durch Kaspar Perlinger, gräflicher Verwalter auf Schloss Tschenglsberg erbaut. Eine Votivtafel, die den knienden Stifter im Kreise seiner Verwandten zeigt, wie er die kleine Kirche der heiligen Ottilia reicht, besagt:

„Kaspar Perlinger Uhrhöber dieses Loblichen Gotts Haus 1681“

Außer im Winter wurden dort monatlich Messen gelesen, auch war die Kirche das Ziel von Bittgängen. Möglicherweise wurde 1757 neben St. Ottilia eine Einsiedlerklause errichtet.
Restaurierungsarbeiten wurden 1908, 1970 und zwischen 1986 und 1988 durchgeführt.

## Bauwerk
Der Bau steht in ungefährer Nord-Süd-Achse, wobei er durch eine Spitzbogentür im Süden betreten werden kann. Das Portal wird von einem Vordach geschützt. Links und rechts davon befinden sich je ein marmorgerahmtes Viereckfenster, über dem Vordach ein ebenfalls marmorgerahmtes Oculus. Der Innenraum mit Tonnengewölbe verfügt über einen dreiseitigen Chorschluss. In beide Seitenwände sind je zwei gerahmte Rundbogenfenster eingelassen. Alle Fenster sind mit Butzenscheiben ausgestattet. Der Glockengiebel mit zwei kleinen Glocken, von denen die eine die älteste Glocke von Tschengls ist (sie stammt aus dem Ende des 17. Jahrhunderts), wurde wahrscheinlich erst nachträglich aufgesetzt. Beide Schalllöcher werden von einem Vordach geschützt, wobei das nördliche deutlich größer als das südliche ist. Alle Dächer des Bauwerks sind mit Holzschindeln gedeckt.
Direkt unter dem Schallloch der Südseite ist ein marmorgefasstes Langfenster eingelassen, das von einer Tafel mit Inschrift bekrönt ist.
Die noch 1940 vorhanden gewesene Eckquaderung (als Ritzquaderung, Sgraffitotechnik oder aufgemalt als Scheinarchitektur dargestellt) wurde bei Restaurierungsarbeiten entfernt bzw. nicht mehr erneuert.
In den 1970er Jahren wurde die Kirche zweimal aufgebrochen und regelrecht ausgeplündert – so wurden die Kreuzwegstationen aus der Erbauungszeit und weitere barocke Heiligenfiguren gestohlen.